# Alcazaba di Guadix
L'Alcazaba di Guadix è una fortezza di origine moresca che risale al XI secolo e che si trova nel municipio spagnolo di Guadix, nella comunità autonoma dell'Andalusia.

## Storia e descrizione
L'inizio della costruzione dell'alcazaba risale al X secolo sotto la dinastia degli Ziridi della taifa di Granada e la sua funzione era quella di proteggere la città dalle invasioni, soprattutto ad opera dei Cristiani. L'alcazaba è stata successivamente ampliata durante l'epoca nasride ma, dopo la Reconquista da parte dei Re Cattolici nel 1489, è iniziato l'abbandono della fortezza che nel XVI secolo venne parzialmente distrutta, soprattutto per quanto riguarda le stanze al suo interno. Durante l'epoca napoleonica è stata oggetto di diverse modifiche fatte dai francesi durante l'assedio della città.
L'Alcazaba è stata successivamente restaurata e nel 1931 è stata dichiarata Monumento Nazionale.